# Thomas Etholen Selfridge
Pour les articles homonymes, voir Selfridge.
Thomas Etholen Selfridge, né le 8 février 1882 à San Francisco, Californie, et mort le 17 septembre 1908 à Fort Myer (en), Virginie, lieutenant de l'armée de terre des États-Unis, est la première victime d'un accident d'avion motorisé .

## Biographie
Selfridge est né à San Francisco en Californie en 1882. Il est diplômé de West Point en 1903, et sort 31e sur 96 de sa promotion dont Douglas MacArthur était le major. Après avoir été nommé à l'artillerie, il est nommé à la division aéronautique du corps des transmissions à Fort Myer en Virginie. Là-bas, il est l'un des trois pilotes entrainés à manœuvrer le dirigeable Number One acheté en juillet 1908 à Thomas Scott Baldwin. De plus, il représente le gouvernement fédéral des États-Unis à l'Aerial Experimental Association (AEA) et en est le premier secrétaire.
Selfridge a fait son premier vol le 6 décembre 1907 à bord du cerf-volant d'Alexandre Graham Bell, le Cygnet, qui est composé de 3 393 surfaces portantes. Il s'est élevé à 51 mètres au-dessus du lac Bras d'Or en Nouvelle-Écosse au Canada pendant sept minutes. Ce vol a été le premier vol au Canada d'un « plus lourd que l'air » emportant un passager. Il a aussi volé à bord d'un aéronef fabriqué par l'ingénieur canadien Frederick W. Baldwin (en) qui s'est élevé d'un mètre au-dessus du sol sur une distance d'environ 33 mètres.
Selfridge a participé à la conception du Red Wing, le premier aéronef motorisé de l'AEA. Le 12 mars 1908, le Red Wing piloté par Frederick W. Baldwin s'est élancé sur la surface gelé du lac Keuka non loin d'Hammondsport dans l'État de New York et a volé près de 98 mètres avant de s'écraser. Le Red Wing a été détruit dans un accident lors de son deuxième vol le 17 mars 1908, seul le moteur a pu être réutilisé.
En août 1908, Selfridge, avec les lieutenants Frank P. Lahm et Benjamin Foulois, apprend à piloter un dirigeable acheté par l'armée de terre en juillet. Le dirigeable doit voler de Fort Omaha au Nebraska pour être exposé à la foire de l'État du Missouri à Saint Joseph, avec Foulois et Selfride comme pilote. Cependant, l'armée a aussi accepté d'acheter un avion aux frères Wright et a planifié des essais en septembre. Selfridge, qui est aussi bien intéressé par les « plus lourds que l'air » que par les dirigeables, obtient un rendez vous et se déplace à Fort Myer, en Virginie.

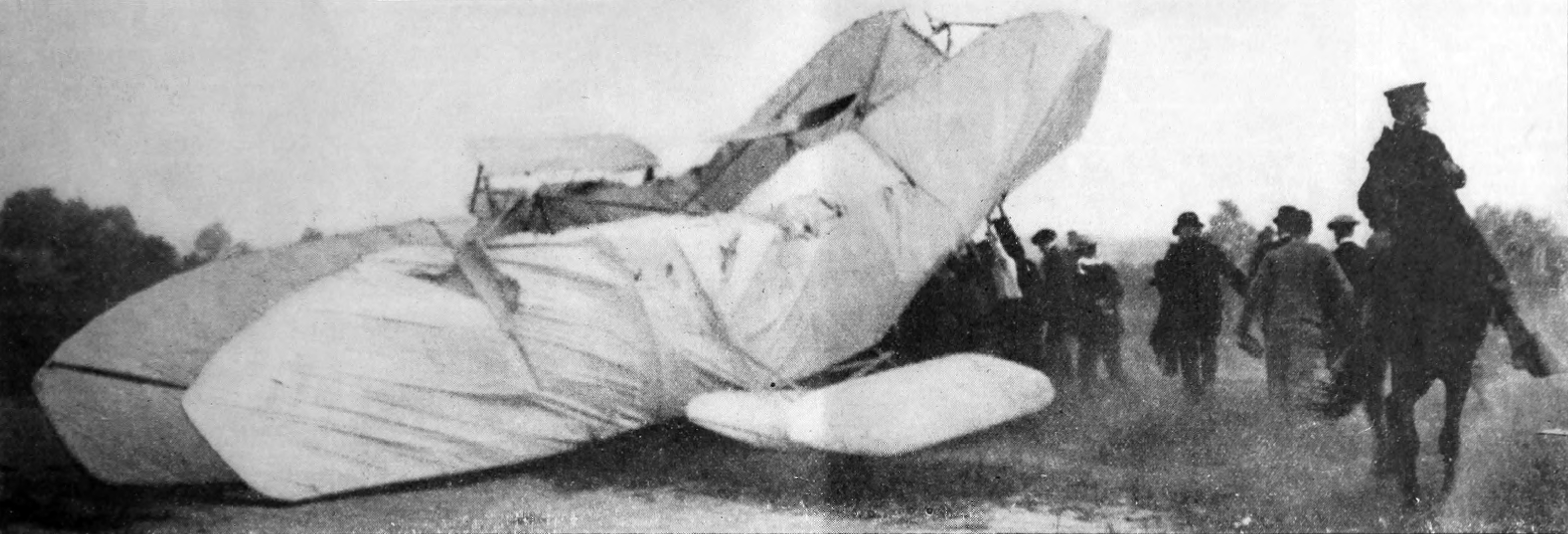
Photographie du Wright Flyer III juste après l'accident.

Lorsque Orville Wright vient à Fort Myer pour faire la démonstration du Wright Flyer III devant la US Army Signal Corps division (division aéroportée du corps des transmissions de l’armée américaine), Selfridge fait en sorte d'être passager pendant le vol. Le 17 septembre 1908, le Flyer fait quatre fois et demi le tour de Fort Myer à 150 pieds d'altitude (46 mètres). Au milieu du cinquième tour, une pale de l'hélice droite se détache et heurte un hauban soutenant l'empennage. Le hauban s'arrache de sa fixation et brise l'hélice. La dérive verticale pivote alors à l'horizontale et fait piquer le Flyer vers le sol. Orville coupe les moteurs, et réussit à planer jusqu'à 75 pieds (23 m), mais l'avion heurte le sol le nez en premier.

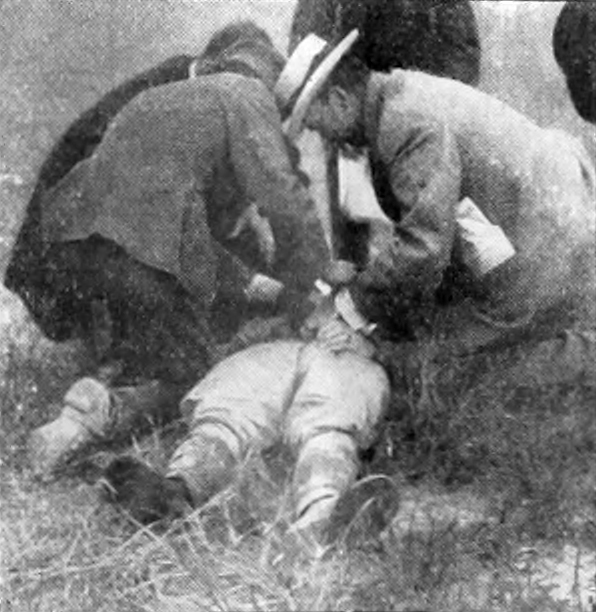
Les médecins auprès de Selfridge après l'accident.

À l'impact, Selfridge et Orville sont projetés dans les débris de l'appareil. Selfridge a le crâne fracturé par l'un des montants en bois du châssis. Il subit une opération neurochirurgicale mais mourra dans la nuit sans jamais avoir repris conscience. Il est enterré au cimetière national d'Arlington